# Ленти
Ленти (мађ. Lenti, словен. Lentiba) град је у западној Мађарској. Ленти је град у оквиру жупаније Зала.
Град има 8.143 становника према подацима из 2010. године.

## Положај града
Град Ленти се налази у крајње западном делу Мађарске, близу државне границе Мађарске са Словенијом, која се налази 7 километара западно од града. Од престонице Будимпеште град је удаљен 190 километара западно.
Ленти се налази у западном делу Панонске низије, у бреговитом подручју, које се ка западу издиже у Горичко у Прекомурју, (словеначки Прекмурју). Надморска висина града је око 170 m.
- Нови део Лентија
- Спортско средиште у граду
- Стара утврда